# Risika
Risika – wieś w Chorwacji, w żupanii primorsko-gorskiej, w gminie Vrbnik. W 2011 roku liczyła 148 mieszkańców.